# Лазар Мамула
Лазар Мамула (Гомирје, 22. мај 1795 — Беч, 12. јануар 1878) је био аустроугарски генерал, барон и намесник Далмације.

## Биографија
Лазар Мамула је Србин из Горског Котара, данашња Република Хрватска. Рођен 1795. године у Гомирју, месту у којем се налази познати српски манастир Гомирје. Рођен је у ствари у селу поред манастира, у "Мамули", по којој се и његово "племе" презива.
Завршио је инжењеријску војну академију, а од 1815. до 1831. године напредовао је у аустроугарској војној служби од кадета до чина капетана. До 1839. године постигао је значајан успех у постављању утврђења на острвима Вису и Хвару и у деловима Тирола. Чин мајора добио је 1841. године, а пуковника 1848. године када је постављен и за шефа главног штаба у Хрватској. Истакао се у борбама током мађарске револуције 1848. и 1849. године. Тако је спречио продор Мађара у Славонију и Срем 1849. напредујући од Осијека до Петроварадина. Одбио је нападе на Сремску Каменицу и Сремске Карловце. Због тих заслуга аустријски цар му је доделио витешки ред Марије Терезије и наслов барона. Лазар фон Мамула, како му је од тада гласило племићко име, чин генерал-мајора је добио 1850, пет година касније постао је подмаршал, а 1865. артиљеријски генерал. Отишао је у пензију као фелдцајгмајстер аустријски. Био је венчани кум црногорског кнеза Данила.
Био је намесник Краљевине Далмације од 1859. до 1865. године. Он је тада војни и цивилни гувернер Далмације.
Средином 19. века подигао је утврђење на острву Ластавица на улазу у бококоторски залив. По њему је ово острво добило име Мамула.
Основао је 1858. године фондацију Далматински инвалиди. Његов потомак по директној линији је генерал-потпуковник Богдан Мамула док је по побочној адмирал флоте Бранко Мамула.